# TSV Deizisau
Der Turn- und Sportverein Deizisau e. V., kurz TSV Deizisau, ist ein Mehrspartensportverein aus Deizisau im Landkreis Esslingen, Baden-Württemberg.

## Geschichte
Der 1898 gegründete TSV Deizisau bietet neben Handball auch die Sportarten Leichtathletik, Fußball, Tischtennis Tennis, Freizeitsport und Kinderturnen an.

## Handball
Die Handballabteilung des TSV Deizisau nimmt mit drei Männermannschaften, einem Frauenteam und zehn Nachwuchsmannschaften am Spielbetrieb des Württembergischen Handballverbandes teil. Die größten Erfolge der Abteilung waren die Süddeutsche Vizemeisterschaft und das Erreichen der 2. Hauptrunde im DHB-Pokal. Dreimal konnte sich die Männermannschaft für die Hauptrunde des DHB-Pokals qualifizieren. In der Saison 2023/24 spielt die 1. Männermannschaft in der Oberliga Baden-Württemberg und das 1. Frauenteam in der Bezirksklasse.

### Erfolge
| - 1999 Süddeutscher Vizemeister - DHB-Pokal 2. Runde 2002, 2004, 2006 - 1999 Meister Regionalliga Süd (Staffel Süd) - 1996 Aufstieg in die Regionalliga Süd (3. Liga) - 2000 Vizemeister Regionalliga Süd (Staffel Süd) - Oberliga-BW Aufstieg (4. Liga) 2011, 2014, 2023 | - 2013 Aufstieg zur Oberliga BW Frauen (4. Liga) - 1952, 1958 Aufstieg zur Landesliga (4. Liga) - 1962, 1970 Meister der Landesliga (4. Liga) - 1970 Aufstieg zur Verbandsliga (4. Liga) - 2023 Vizemeister Württemberg-Liga - 1996 Württemberg-Meister (4. Liga) |

### Spielerpersönlichkeiten
| - Michael Kraus - Dominik Weiß - Patrick Kleefeld - Christoph Hinz | - Lars-Henrik Walther - Barbaros Özsöz - Dominik Keim - Elisa Stuttfeld |

## Fußball
Die Fußballabteilung besteht aus zwei Herrenmannschaften, einem Damenteam und 13 Nachwuchsmannschaften. Größter Erfolg der Abteilung war der Aufstieg in die Landesliga 2014 und die dreimalige Teilnahme am WFV-Pokal. Die erste Herrenmannschaft spielt 2023/24 in der Bezirksliga und die Damen in der Regionenliga 3.
- 2014 Aufstieg in die Landesliga (7. Liga)
- WFV-Pokal 2. Runde 2017/18

### Spielerpersönlichkeiten
- Peter Starzmann
- Selina Nowak
- Felix Luz